# Гедун Чокьи Ньима
Гедун Чокьи Ньима (родился 25 апреля 1989 года) — 11-й Панчен-лама в традиции школы гелугпа, признанный как Далай-ламой, так и многими другими лидерами тибетского буддизма. Он родился в уезде Лхари в Тибетском Автономном районе КНР. 14 мая 1995 года 14-й Далай-лама признал Гедун Чокьи Ньима в качестве 11-й реинкарнации Панчен-ламы. Вскоре после этого Гедун Чокьи Ньима был взят под стражу властями КНР, и начиная с 17 мая 1995 года никто из независимых экспертов ни разу не видел его. Позже власти КНР и подконтрольные им деятели буддизма назвали другого ребёнка, Гьялцена Норбу, 11-м Панчен-ламой, но этот выбор был отвергнут большинством тибетцев.

## Выбор 11-го Панчен-ламы
Начавшиеся после смерти 10-го Панчен-ламы в 1989 году поиски человека для признания его в качестве новой реинкарнации Панчен-ламы быстро погрязли в противоречиях и секретах. Это определялось тем, что начиная с 1959 года Тибет находится под контролем атеистической Китайской Народной Республики.
Назначенный с одобрения Пекина глава комитета по розыску Панчен-ламы Чадрела Ринпоче тайно поддерживал личные контакты с Далай-ламой для того, чтобы прийти к взаимоприемлемой кандидатуре для обеих сторон — как для администрации Далай-ламы, так и для Пекина. После того, как 14 мая Далай-лама признал Гедун Чокьи Ньима в качестве 11-го воплощения Панчен-ламы, китайские власти арестовали Чадрела Ринпоче, обвинив в государственной измене. По данным тибетского правительства в изгнании он был заменён Сенченем Лобсаном Гьялценом, который был избран потому, что был с большой вероятностью согласен с партийной линией. Сенчен был политическим противником как Далай-ламы и 10-го Панчен-ламы. Многие тибетцы и учёные считают, что это был тактический ход КПК, чтобы усилить нестабильность и разобщённость в едином, в целом, тибетском народе, используя историческое соперничество между различными сектами тибетского буддизма.
Новый комитет по поиску Панчен-ламы проигнорировал сделанное в мае 1995 года заявление Далай-ламы с предложением выбрать из списка финалистов, из которого был исключён Гедун Чокьи Ньима. Вместо этого выбор имён определялся по номеру лотереи, вытащенному из Золотой Урны, то есть с помощью процедуры, внедрённой на Тибете императором Маньчжурской династии Китая в 1793 году. Тибетский метод предполагает использование имущества бывшего ламы для идентификации его последующей реинкарнации: ребёнок, являющийся новым воплощением, должен признать и выбрать вещи прошлого воплощения среди таких же подобных. 11 ноября 1995 года китайские власти объявили Гьялцена Норбу как выбор нового поискового комитета.

## Местонахождение
С момента выбора в качестве реинкарнации Панчен ламы местонахождение Гедуна Чокьи Ньима держится в секрете. Чиновники утверждают, что его местонахождение хранится в тайне, чтобы защитить его. Правозащитные организации называют его самым «юным политическим заключённым в мире». Ни один иностранец ни разу не получил разрешения посетить его. Те, кто считают Ньиму 11-м Панчен-ламой, призывают китайские власти привести доказательства, что он находится в безопасности.
Комитет по правам ребёнка просил сообщить ему о местонахождении Ньимы к 28 мая 1996 года. Агентство Синьхуа отказалось, отвечая, что Ньима находился под угрозой «похищения сепаратистами» и что «его безопасность находится под угрозой». Комитет при поддержке более чем 400 знаменитостей и гуманитарных организаций, в том числе шести лауреатов Нобелевской премии, просил разрешить его представителям посетить Гедуна Чокьи Ньиму. Согласно заявлениям китайского правительства от 1998 года, Ньима ведёт нормальную жизнь.
В мае 2007 года Асма Джахангир, специальный докладчик по вопросу о свободе религии или убеждений Совета по правам человека при ООН, обратилась к китайским властям с запросом о мерах, которые они приняли для выполнения рекомендации Комитета по правам ребёнка, согласно которым правительство должно позволить независимому эксперту посетить и подтвердить благополучие Гедун Чокьи Ньима, уважая его право на неприкосновенность его частной жизни и его родителей. В ответе от 17 июля 2007 года китайские власти указали: «Гедун Чокьи Ньима является совершенно обычным тибетским мальчиком, у него отличное состояние здоровья, он ведёт нормальную счастливую жизнь и получает хорошее образование и культурное воспитание. Он в настоящее время заканчивает старшие классы средней школы, его рост 165 см, и он лёгок по своей природе. Он усердно учится, и его результаты в школе очень хорошие. Он любит традиционную китайскую культуру и недавно принялся за каллиграфию. Его родители — оба государственные служащие, а его братья и сестры либо уже работают, либо учатся в университете. Утверждение о том, что он исчез вместе со своими родителями и что его местонахождение остаётся неизвестным просто не соответствует действительности». Этот ответ не дал ответа на вопрос о визите для подтверждения благополучия Ньямы.
В 2013 году Гедуну Чокьи Ньиме должно было исполниться 24 года. Арест и охрана по китайскому законодательству должны были закончиться, когда ему исполнилось 18 лет.

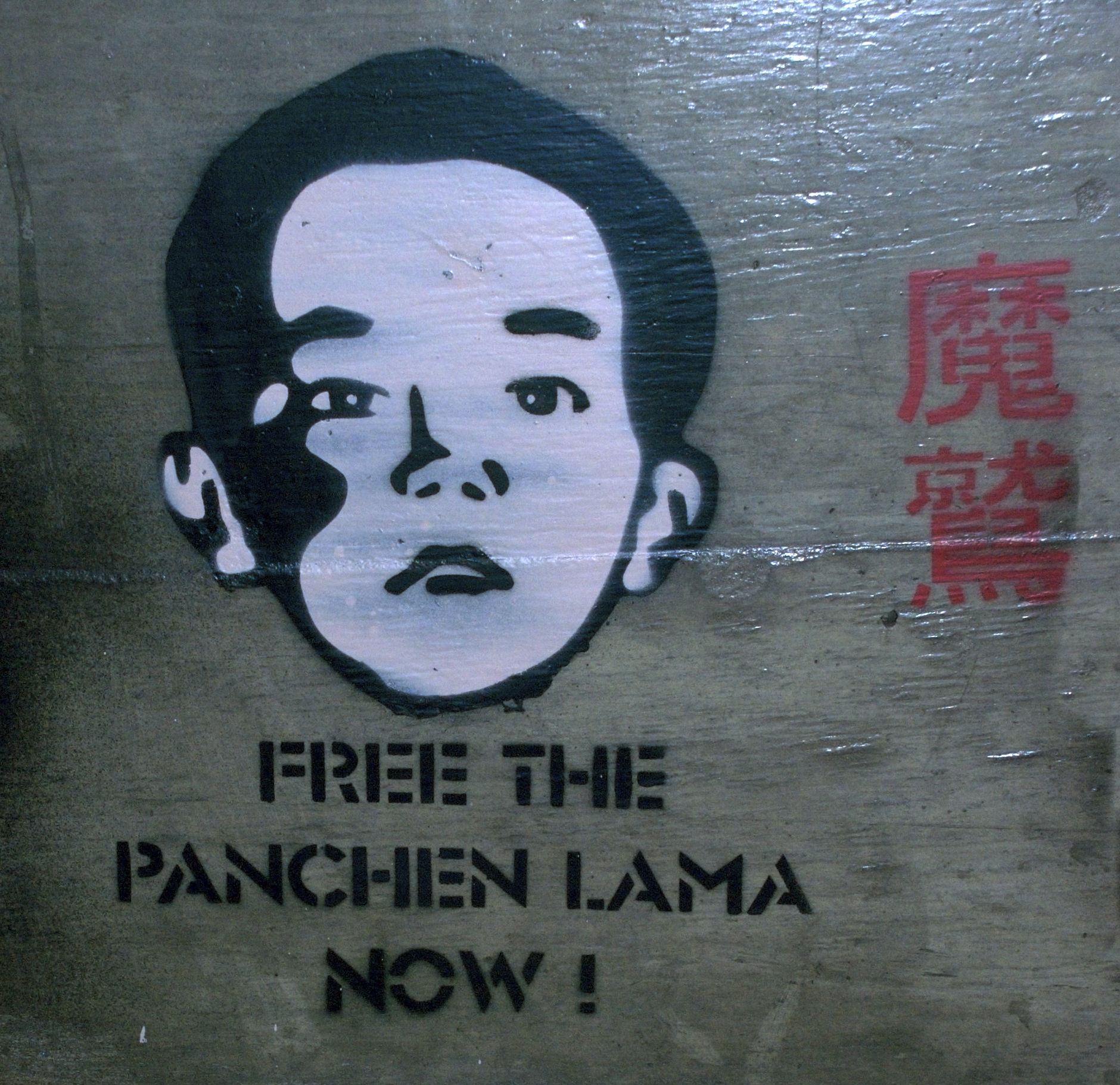
Уличное граффити: «Свободу Панчен-ламе немедленно»

В 2015 году по случаю двадцатой годовщины исчезновения Гедуна Чокьи Ньима китайские чиновники объявили: «перевоплощение Панчен-ламы в ребёнке, о котором вы упомянули, в настоящее время получает образование, живёт нормальной жизнью, растёт здоровым и не желает, чтобы его беспокоили».
В апреле 2018 года Далай-лама заявил, что ему известно из «надёжного источника», что Панчен-лама, которого он признал, Гедун Чокьи Ньима, жив и получает нормальное образование. Он сказал, что надеется, что назначенный КНР Панчен-лама (Гьялцен Норбу) получил хорошее образование под руководством хорошего учителя. В истории тибетского буддизма были случаи, когда реинкарнирующий лама принимал более одного воплощения. Необходимо также распознать каждое из этих воплощений. По состоянию на 2020 год Гедуна Чокьи Ньима не видел ни один независимый наблюдатель с момента его исчезновения в 1995 году.